# British Cycling Federation
A British Cycling Federation (BCF), mais conhecida como British Cycling, é o máximo órgão de governo do desporto de ciclismo no Reino Unido e ante a federação internacional de ciclismo, a Union Cycliste Internationale (UCI). Representa a seis modalidades, as de competição em estrada, de pista, de ciclo-cross, BMX, montanha, e Cycle Speedway. Desde a década de 1990, tem sua sede no National Cycling Centre de Manchester, junto ao Velódromo de Mánchester, a primeira pista coberta olímpica do país, inaugurada em 1994.

## História
British Cycling constituiu-se em 1959 pela fusão dos dois órgãos existentes então, a National Cyclists Union e a British League of Racing Cyclists.